# Love & Death
Love & Death è una miniserie televisiva statunitense creata e scritta da David E. Kelley e diretta da Lesli Linka Glatter e Clark Johnson, basata sulla vera storia di Candy Montgomery. La miniserie è stata distribuita dal 27 aprile al 25 maggio 2023 su HBO Max.

## Trama
La serie è basata sulla storia vera della casalinga texana Candy Montgomery, accusata del brutale omicidio con l'ascia della sua amica Betty Gore nel 1980.

## Puntate
| nº | Titolo originale | Titolo italiano      | Pubblicazione USA | Pubblicazione Italia |
| -- | ---------------- | -------------------- | ----------------- | -------------------- |
| 1  | The Huntress     | La cacciatrice       | 27 aprile 2023    | 27 settembre 2023    |
| 2  | Encounters       | Incontri             | 27 aprile 2023    | 27 settembre 2023    |
| 3  | Stepping Stone   | Punto di partenza    | 27 aprile 2023    | 27 settembre 2023    |
| 4  | Do No Evil       | Non fare il male     | 4 maggio 2023     | 27 settembre 2023    |
| 5  | The Arrest       | L'arresto            | 11 maggio 2023    | 4 ottobre 2023       |
| 6  | The Big Top      | Il grande spettacolo | 18 maggio 2023    | 4 ottobre 2023       |
| 7  | Ssssshh          | Giustizia è fatta... | 25 maggio 2023    | 4 ottobre 2023       |

### La cacciatrice
- Diretta da: Lesli Linka Glatter
- Scritta da: David E. Kelley

#### Trama
1978, Wylie (Texas); Candy Montgomery è una moglie e madre amorevole, ma insoddisfatta della sua vita. È attratta da Allan Gore, un membro sposato del suo gruppo di chiesa, il cui matrimonio è in crisi mentre lui e sua moglie Betty faticano ad avere un secondo figlio. Candy confessa ad Allan di essere infatuata di lui; nonostante l'uomo ricambi, insiste affinché valutino attentamente i rischi che comporterebbe una relazione clandestina. Il pastore di Candy, Jackie, cerca di dissuaderla dal tradire il marito, ma invano. Candy e Allan hanno diversi incontri per discutere della loro potenziale relazione e si accordano per interrompere tutto se uno dei due verrà coinvolto in modo troppo emotivo. Nel dicembre 1978, iniziano la loro relazione in una stanza di motel vicino a Dallas.

### Incontri
- Diretta da: Lesli Linka Glatter
- Scritta da: David E. Kelley

#### Trama
Candy e Allan continuano la loro relazione per mesi e si avvicinano dopo essersi incontrati in diversi motel. Entrambi ammettono di essersi innamorati, ma continuano a vedersi, soprattutto perché la depressione di Betty rende difficile il suo rapporto con Allan. Dopo che Betty partorisce, Allan decide di prendersi una pausa dalla relazione con Candy per concentrarsi sulla sua famiglia, sconvolgendo Candy. La frequentazione tra Allan e Betty riprende dopo che vanno al Marriage Encounter, un ritiro di consulenza matrimoniale sponsorizzato dalla chiesa a Dallas. Jackie lascia la parrocchia e viene sostituita dal nuovo arrivato Ron Adams, che non ha alcun legame con la sua comunità.

### Punto di partenza
- Diretta da: Lesli Linka Glatter
- Scritta da: David E. Kelley

#### Trama
Nell'ottobre del 1979, Allan interrompe la relazione extraconiugale con Candy. La donna inizialmente è profondamente addolorata, ma poi decide di lavorare sul suo matrimonio con Pat, partecipando con lui al Marriage Encounter. Betty inizia a sospettare che sia successo qualcosa tra Candy e Allan. Pat viene a sapere della relazione tra Candy e Allan dopo aver trovato una lettera d'amore segreta e affronta Candy al riguardo, ma i due si riconciliano. I Montgomery prendono le distanze dai Gore, che, nel frattempo, lasciano il gruppo della chiesa di Ron. Il 13 giugno 1980, Betty, che sospetta di essere di nuovo incinta, diventa ansiosa quando Allan parte per un viaggio di lavoro. Candy va a casa dei Gore per prendere un costume da bagno per la figlia di Betty. Quest'ultima chiede a Candy della relazione tra lei e Allan e, quando Candy conferma, Betty impugna un'ascia.

### Non fare il male
- Diretta da: Lesli Linka Glatter
- Scritta da: David E. Kelley

#### Trama
Candy e Betty assumono un comportamento passivo aggressivo l'una con l'altra, finché Betty non afferra un'ascia e attacca Candy. Successivamente, Candy esce dall'abitazione coperta di ferite e con gli abiti bagnati, tornando a casa per indossare abiti asciutti e riprendere la sua giornata come se nulla fosse. Pat e Sherry, un'amica di Candy, notano però che ha un comportamento insolito. Allan, in Minnesota per un viaggio di lavoro, non riesce a contattare Betty, quindi chiama i loro vicini per chiedere loro di entrare in casa sua, dove trovano il cadavere insanguinato di Betty. La polizia e la comunità di Wylie suppongono che Betty sia stata aggredita da uno sconosciuto; la polizia interroga Candy, l'ultima persona ad aver visto la vittima viva, chiedendole che scarpe indossasse. Successivamente, Candy distrugge le infradito che indossava durante l'omicidio e Allen confessa alla polizia di aver avuto una relazione con Candy.

### L'arresto
- Diretta da: Clark Johnson
- Scritta da: David E. Kelley

#### Trama
Candy viene interrogata di nuovo dalla polizia e ammette di aver avuto una relazione con Allan, ma insiste freddamente sulla sua innocenza per l'omicidio di Betty. Candy assume Don Crowder, un membro del suo gruppo religioso, come suo avvocato, e gli confida di aver ucciso Betty dopo che quest'ultima la avrebbe attaccata. Il mandato di arresto di Candy viene notificato e lei viene tenuta per la notte nella prigione della contea, nonostante gli sforzi di Don per farla uscire su cauzione. I giornalisti sensazionalizzano il caso, influenzando l'opinione pubblica contro Candy. Durante la fase preliminare, Don si inimica il giudice Ryan e non riesce a cambiare la sede del processo. Su raccomandazione di Don, Candy visita lo psichiatra Dr. Fred Fason, che usa l'ipnosi per esplorare i sentimenti repressi di Candy sull'omicidio di Betty. Pat si irrita per essere escluso, finché, su richiesta di Candy, Don gli dice la verità sulla colpevolezza di Candy.

### Il grande spettacolo
- Diretta da: Clark Johnson
- Scritta da: David E. Kelley

#### Trama
Alla selezione della giuria , Don annuncia che Candy ha ucciso Betty, ma per legittima difesa. Con l'inizio del processo, Allan sale sul banco dei testimoni e viene interrogato sull'ansia e la depressione di Betty e sulla sua relazione con Candy. Durante il processo, Candy prende del Serax contro il consiglio di Don, temendo che la sua mancanza di risposta la faccia apparire insensibile alla giuria. Il pastore Ron parla abilmente ai media per conto di Candy. Dopo aver interrogato i testimoni dell'accusa, Don è in grado di sostenere che l'omicidio non è stato premeditato, ma è difficile giustificare la testimonianza del patologo sui quarantuno brutali colpi d'ascia che Candy ha inferto al corpo di Betty. Il giudice Ryan ordina a Don di chiamare il primo testimone della difesa in anticipo; Don chiede un rinvio, poiché Candy è ancora sotto farmaci, ma il giudice Ryan concede loro solo dieci minuti per prepararsi.

### Giustizia è fatta...
- Diretta da: Clark Johnson
- Scritta da: David E. Kelley

#### Trama
Candy sale sul banco dei testimoni e racconta gli eventi dell'omicidio di Betty, incluso come Betty l'ha attaccata per prima e come ha perso il controllo quando ha iniziato a colpire Betty con l'ascia. Il dottor Fason testimonia la sua opinione che Candy inizialmente ha agito per legittima difesa, poi ha avuto una reazione dissociativa innescata da un trauma infantile represso che l'ha portata a colpire ripetutamente Betty. L'accusa ribatte chiedendo dettagli sulla scena del crimine che Candy non riesce a spiegare a sufficienza, quindi l'accusa suggerisce che Candy sia una brava bugiarda che ha ingannato familiari e amici. Don fa testimoniare delle persone sul carattere difficile di Betty. Alla fine, Candy viene dichiarata non colpevole dalla giuria. Otto giorni dopo, i Montgomery partono per iniziare una nuova vita in Georgia, con Candy che passa a casa dei Gore sulla strada per dire addio ad Allan.

## Personaggi e interpreti

### Principali
- Candace "Candy" Montgomery, interpretata da Elizabeth Olsen, doppiata da Gemma Donati.
Casalinga e moglie di Pat che intrattiene una relazione extraconiugale con Allan e viene accusata dell'omicidio di Betty.
- Allan Gore, interpretato da Jesse Plemons, doppiato da Stefano Crescentini.
Marito di Betty.
- Betty Gore, interpretata da Lily Rabe, doppiata da Federica De Bortoli.
Moglie di Allan che viene brutalmente uccisa con un'ascia.
- Pat Montgomery, interpretato da Patrick Fugit, doppiato da Edoardo Stoppacciaro.
Marito di Candy.
- Sherry Cleckler, interpretata da Krysten Ritter, doppiata da Ughetta D'Onorascenzo.
Parrucchiera e amica di Candy.
- Don Crowder, interpretato da Tom Pelphrey, doppiato da Francesco Prando.
Amico e avvocato di Candy.
- Jackie Ponder, interpretata da Elizabeth Marvel.
Migliore amica di Candy e guida della chiesa metodista.
- Ron Adams, interpretato da Keir Gilchrist.
Nuovo pastore della chiesa metodista di Lucas.

Elizabeth Olsen
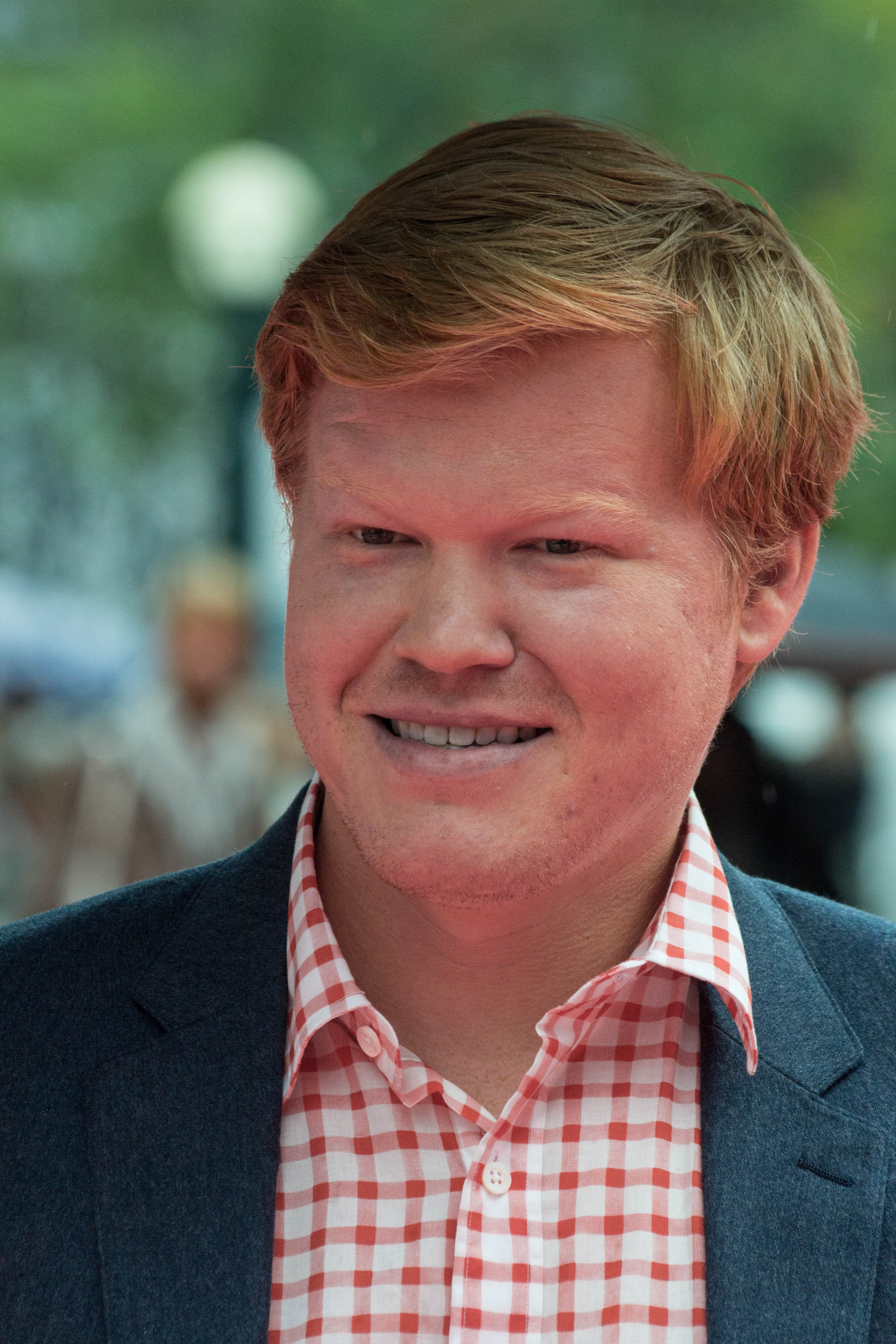
Jesse Plemons
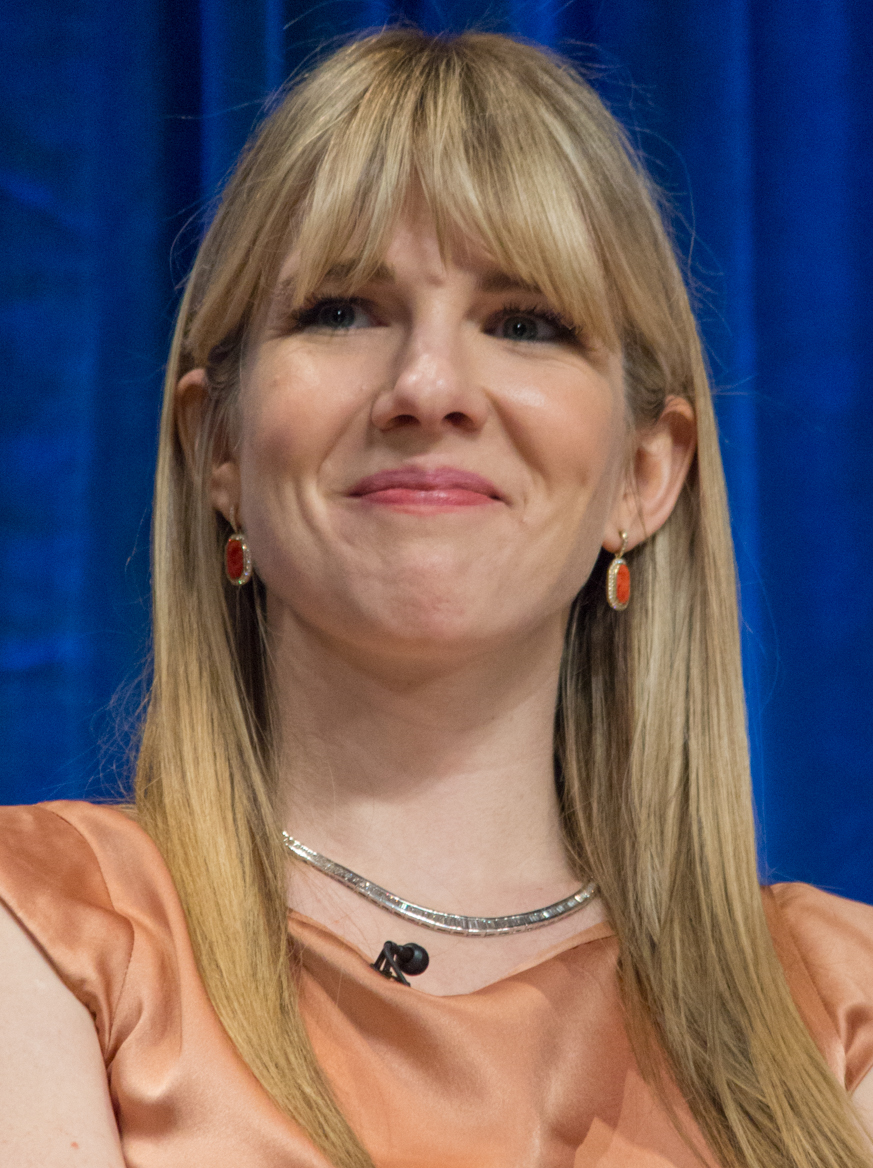
Lily Rabe
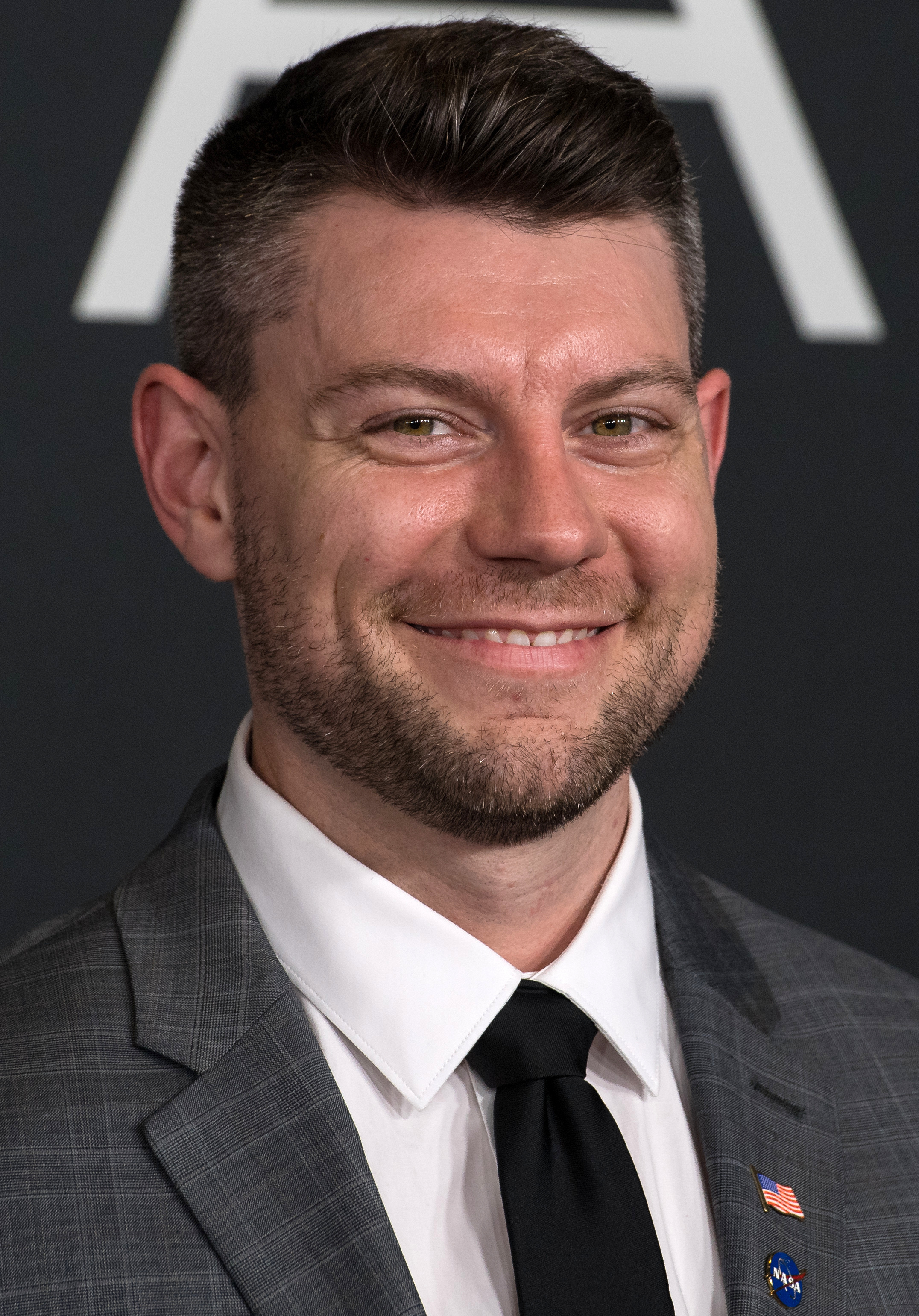
Patrick Fugit
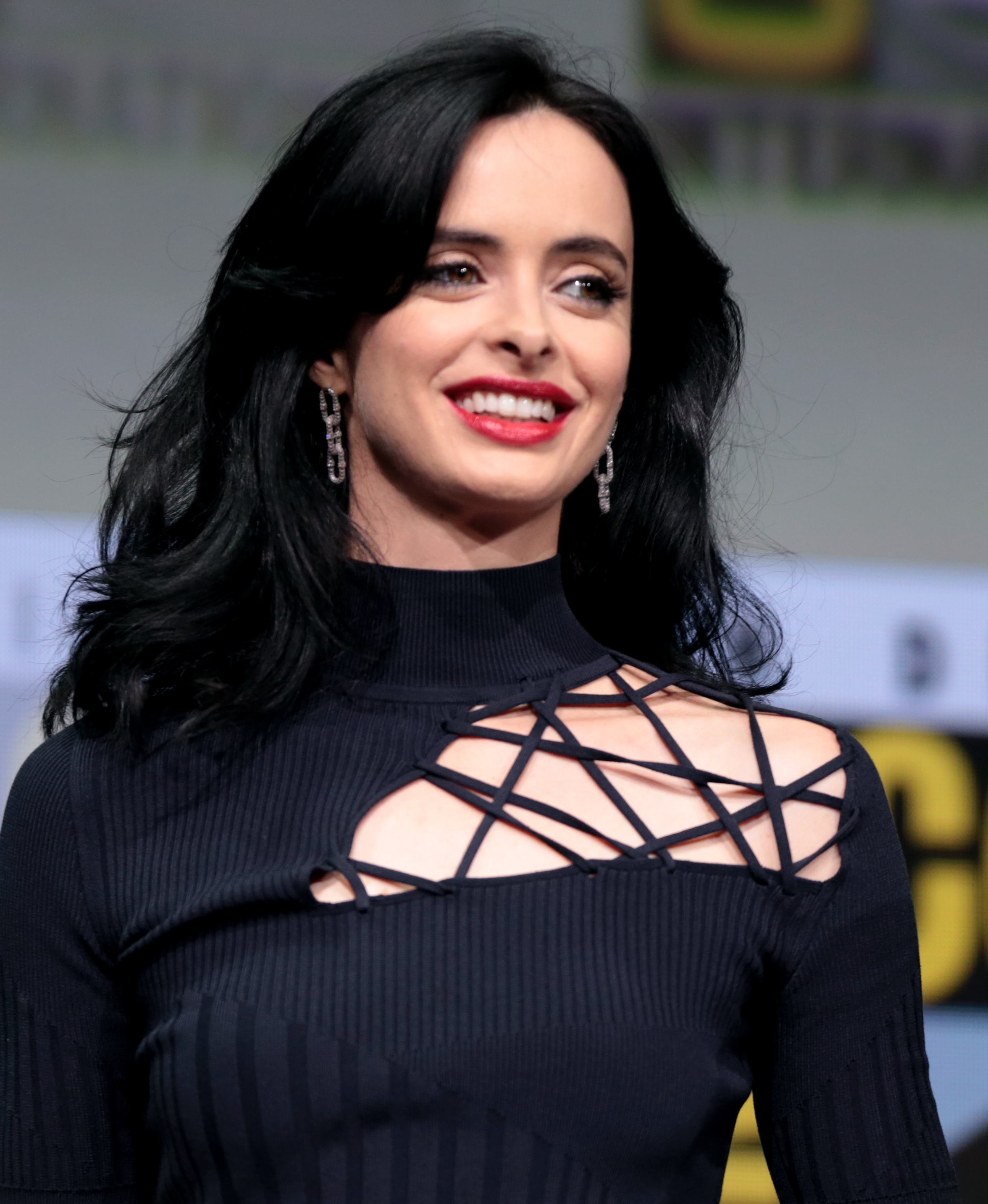
Krysten Ritter
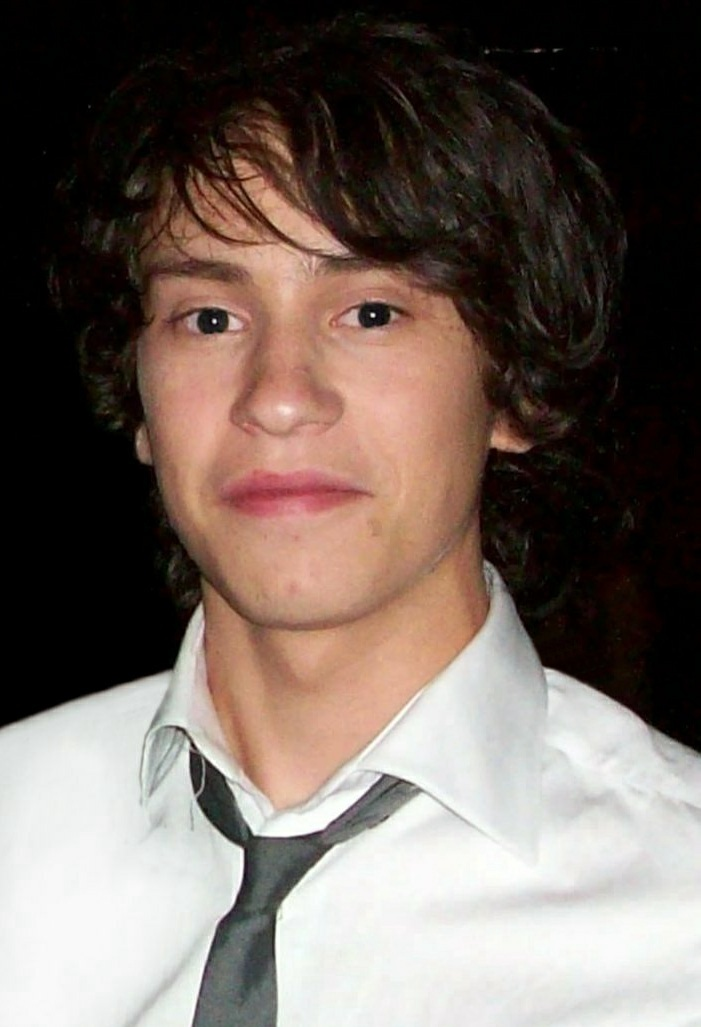
Keir Gilchrist

### Ricorrenti
- Jenny Montgomery, interpretata da Amelie Dallimore.
Primogenita di Candy e Pat.
- Ian Montgomery, interpretato da Liam Pileggi.
Secondogenito di Candy e Pat.
- Alisa Montgomery, interpretata da Harper Heath.
Giovane figlia di Betty e Allan.
- Carol Crowder, interpretata da Olivia Grace Applegate, doppiata da Giò Giò Rapattoni.
Moglie di Don.
- Elaine Williams, interpretata da Kira Pozehl, doppiata da Benedetta Ponticelli.
Vicina di casa dei Gore.
- Royce Abbott, interpretato da Brad Leland, doppiato da Pierluigi Astore.
Capo della polizia di Wylie.
- Bob Pomeroy, interpretato da Matthew Posey, doppiato da Gianni Giuliano.
Padre di Betty.
- Bertha Pomeroy, interpretata da Beth Broderick.
Madre di Betty.
- Tom Ryan, interpretato da Bruce McGill, doppiato da Dario Oppido.
Giudice che presiede al processo di Candy.
- Robert Udashen, interpretato da Adam Cropper, doppiato da Marco Vivio.
Avvocato penalista di Candy.
- Elaine Carpenter, interpretata da Christin Sawyer Davis.
Legale di Candy.
- Tom O'Connell, interpretato da Mackenzie Astin, doppiato da Riccardo Scarafoni.
Procuratore della difesa.

### Guest
- Dott. Fred Fason, interpretato da Brian d'Arcy James, doppiato da Francesco Bulckaen.
Psichiatra di Candy.
- Dott. Vincent DiMaio, interpretato da Deke Anderson, doppiato da Massimo De Ambrosis.
Medico legale.

## Produzione
Nel maggio 2021 viene annunciato che HBO Max aveva dato il via libera alla produzione della miniserie, con Elizabeth Olsen come protagonista. Jesse Plemons si unisce al cast nel corso del mese. A giugno dello stesso anno Patrick Fugit si aggiunge al cast così come, Lily Rabe, Keir Gilchrist, Elizabeth Marvel, Tom Pelphrey e Krysten Ritter nei mesi seguenti.
Le riprese sono iniziate il 27 settembre 2021 e sono terminate il 7 aprile 2022. L riprese sono state effettuate principalmente in un teatro a Kyle, in Texas, mentre quelle in esterno sono state effettuate ad Austin nelle aree circostanti, tra cui La Grange e San Marcos.

## Distribuzione
La miniserie ha debuttato il 27 aprile 2023, con le prime tre puntate disponibili sulla piattaforma HBO Max con le restanti tre distribuite a cadenza settimanale fino all'uscita della puntata finale, il 25 maggio.
La miniserie è stata presentata in anteprima al South by Southwest l'11 marzo 2023.
In Italia la miniserie è stata distribuita sulla piattaforma TIMvision dal 27 settembre al 4 ottobre 2023.

## Promozione
Il primo trailer è stato pubblicato il 16 febbraio 2023.

## Accoglienza
Rotten Tomatoes riporta il 62% delle recensioni professionali positive, con un voto medio di 6,50 su 10 basato su 50 critiche. Il consenso critico del sito web indica: «Una formidabile Elizabeth Olsen da a Love & Death un po' di vita, ma questa rivisitazione ripetuta di un raccapricciante omicidio aggiunge poco per distinguersi da altre storie vere.» Metacritic, invece, ha assegnato un punteggio di 62 su 100 basato su 21 recensioni, indicando "recensioni generalmente favorevoli".

## Riconoscimenti
- 2023 – Premio Emmy[14]
  - Candidatura al migliore attore non protagonista in una miniserie, serie antologica o film TV a Jesse Plemons
- 2024 – Golden Globe[15]
  - Candidatura alla miglior attrice in una miniserie, serie antologica o film TV a Elizabeth Olsen
- 2024 – Critics' Choice Awards[16]
  - Candidatura alla miglior miniserie
  - Candidatura al miglior attore non protagonista in una miniserie o film per la televisione a Jesse Plemons